# Sumber Mulya (Ketahun)
Sumber Mulya is een bestuurslaag in het regentschap Bengkulu Utara van de provincie Bengkulu, Indonesië. Sumber Mulya telt 1285 inwoners (volkstelling 2010).